# Dermisz

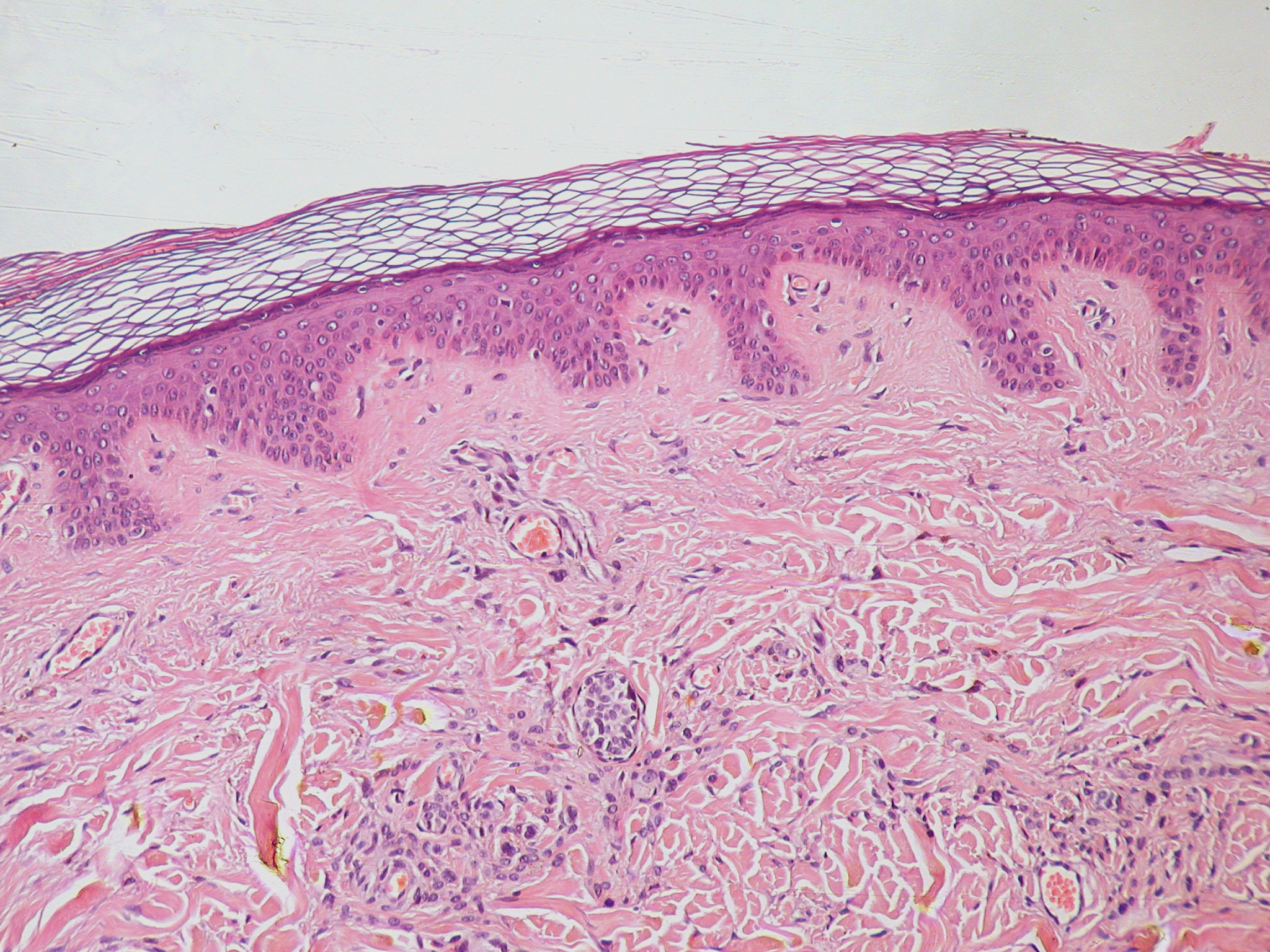
A bőr keresztmetszete: felül a sötétebben színeződő epidermisz, alatta a rózsaszín dermisz

A dermisz vagy irha (a görög derma - bőr szóból) a bőr két rétege közül az alsó (a másik, felső az epidermisz, amelytől a bazális membrán választja el). Laza rostos kötőszövet alkotja és fő feladata, hogy mechanikai támaszt, szilárdságot, megfelelő vastagságot biztosítson a bőrnek. Embriológiai szempontból a mezoderma származéka. 
A dermisz két rétegből áll: felül az epidermiszhez kapcsolódik a papilláris réteg, míg a mélyebben fekvő a retikuláris dermisz. Sejtes összetevői a fibroblasztok, makrofágok, zsírsejtek; ezeken kívül kollagén- és elasztinszálakat is tartalmaz. A szőrtüszők (hajhagymák), verejtékmirigyek, faggyúmirigyek is a dermiszbe nyúlnak, amelyben a tápanyag- és oxigénutánpótlást vér- és nyirokerek biztosítják (szemben az erek nélküli epidermisszel)

## Szerkezete

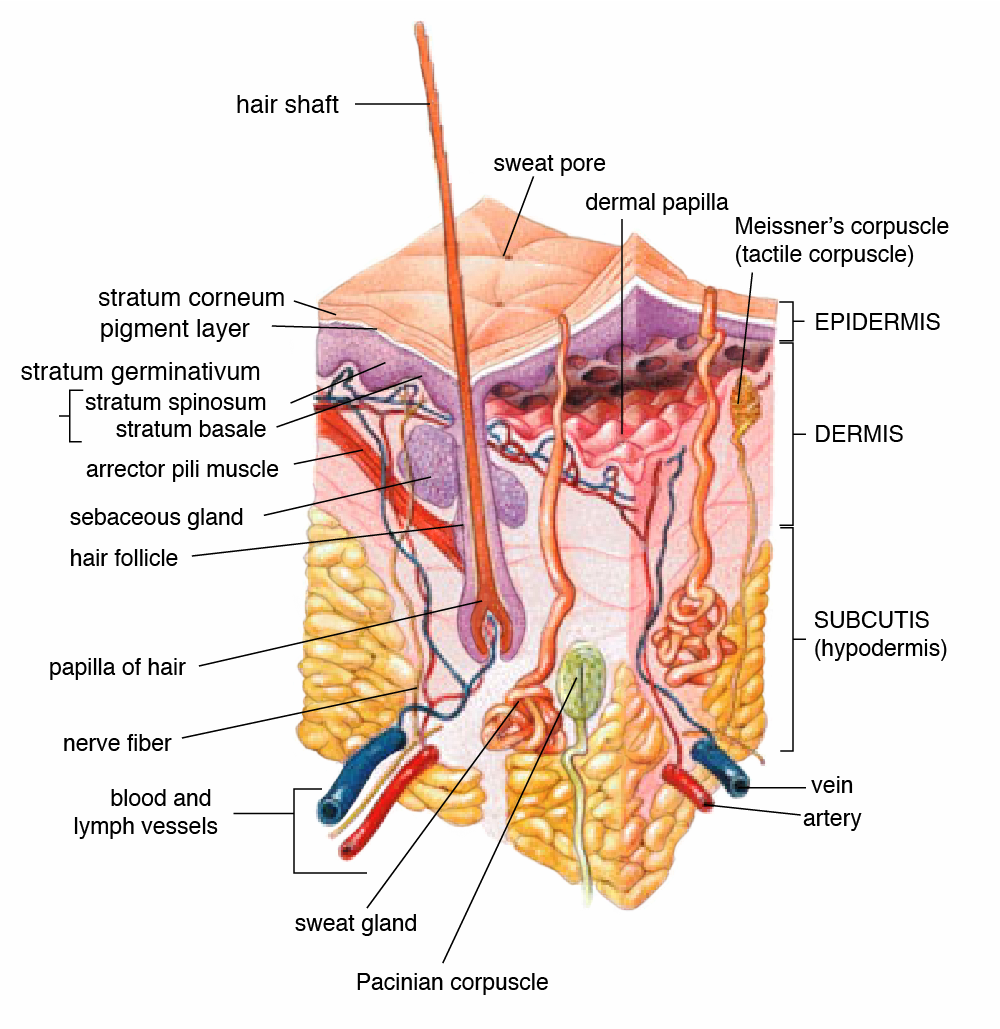
A bőr felépítése

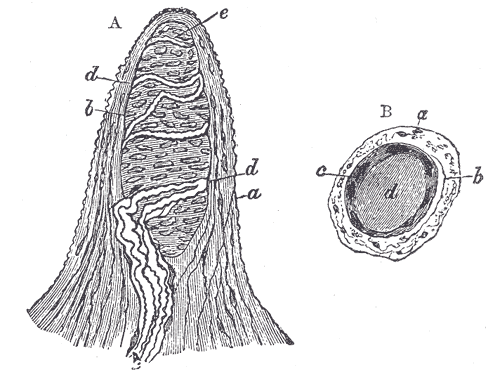
Egy papilla szerkezete

A dermisz sejtes komponensei döntően a fibroblasztok, makrofágok és zsírsejtek közül kerülnek ki, amiket hő- és nyomásérzékelő sejtek egészítenek ki. A sejteken kívül kollagénből (amelyek megfelelő erősséget biztosítanak) és elasztinból (amely a rugalmasságért felelős) álló térháló tölti ki, amelyek között az extrafibrilláris mátrix található. Utóbbi egy gélszerű anyag, amely glikozaminoglikánokból (főleg hialuronsavból), proteoglikánokból és glikoproteinekből áll.

### Papilláris réteg
A papilláris réteg (stratum papillare) a dermisz felső rétege. A bazális membránon keresztül érintkezik az epidermisszel és abba számtalan ujjszerű kitüremkedést (ún. papillát, innen a neve) nyújt. Ezáltal a rétegek közötti határfelület és a ezzel együtt a fizikai szilárdság nagymértékben javul. Az erőteljes mechanikai hatásoknak kitett helyeken (pl. tenyér) a papillák száma és hossza is megnő. A papillák (és közöttük az epidermisz nyúlványai) elhelyezkedési mintázata hozza létre az ujjbegyek egyedi rajzát (ujjlenyomatot). 
A papilláris réteg laza rostos kötőszövetből épül fel. Az itt található kollagénrostok vékonyabbak, mint a mélyebben lévők. A réteg viszonylag vékony, nagyjából a papillák szövetét képezi. Az itteni erek ellátják oxigénnel az epidermiszt is, de abba már nem lépnek be. A rétegben tapintóreceptorok (Meissner-testecskék) és idegrostok is találhatóak, különösen a papillákban.

### Retikuláris réteg
A retikuláris réteg (stratum reticulare) a papilláris réteg alatt helyezkedik el. Vastagsága testtájanként változó, de mindig jelentősen vastagabb az előbbinél és sejtekben is szegényebb. Térfogata számottevő részét I. típusú kollagénből és elasztinból álló vaskos rostkötegek teszik ki. A kötegek elrendezési mintázata hozza létre a bőr feszülési vonalait, az ún. Langer-féle vonalakat. A Langer-féle vonalak mentén ejtett bőrsérülések gyógyulnak a legkevesebb hegszövettel. Ebben a rétegben találhatóak a szőrtüszők (fejbőr esetén hajhagymák), a verejtékmirigyek és faggyúmirigyek; ezen kívül vérerek, valamint hőt és nyomást érzékelő receptorok.
Bizonyos testtájakon (mellbimbó, pénisz, herezacskó, gát) a retikuláris réteg alján simaizomsejtek képeznek laza hálózatot; ezek az erekciót segítik.
A dermisz alul a zsírt raktározó bőraljával (subcutis) határos. 

## Fordítás
- Ez a szócikk részben vagy egészben  a   Dermis című angol Wikipédia-szócikk ezen változatának fordításán alapul.  Az eredeti cikk szerkesztőit annak laptörténete sorolja fel. Ez a jelzés csupán a megfogalmazás eredetét és a szerzői jogokat jelzi, nem szolgál a cikkben szereplő információk forrásmegjelöléseként.